# Campionati del mondo di ciclismo su pista 2017 - Chilometro a cronometro
La chilometro a cronometro ai Campionati del mondo di ciclismo su pista 2017 si è svolta il 16 aprile 2017.

## Podio
| Pos.    | Atleta           | Nazionalità | Tempo     |
| ------- | ---------------- | ----------- | --------- |
| Oro     | François Pervis  | Francia     | 1'00'714" |
| Argento | Tomáš Bábek      | Rep. Ceca   | +0.334    |
| Argento | Quentin Lafargue | Francia     | +0.334    |

## Risultati

### Qualificazioni
I migliori otto tempi si qualificano per la finale.
| Posizione | Atleta              | Nazione       | Tempo    | Gap    | Note |
| --------- | ------------------- | ------------- | -------- | ------ | ---- |
| 1         | François Pervis     | Francia       | 1:00.482 |        | Q    |
| 2         | Krzysztof Maksel    | Polonia       | 1:00.611 | +0.129 | Q    |
| 3         | Quentin Lafargue    | Francia       | 1:00.714 | +0.232 | Q    |
| 4         | Tomáš Bábek         | Rep. Ceca     | 1:01.159 | +0.677 | Q    |
| 5         | Alexandr Vasyukhno  | Russia        | 1:01.171 | +0.689 | Q    |
| 6         | Dylan Kennett       | Nuova Zelanda | 1:01.219 | +0.737 | Q    |
| 7         | Maximilian Dörnbach | Germania      | 1:01.253 | +0.771 | Q    |
| 8         | Joachim Eilers      | Germania      | 1:01.272 | +0.790 | Q    |
| 9         | Nick Kergozou       | Nuova Zelanda | 1:01.303 | +0.821 |      |
| 10        | Zac Williams        | Nuova Zelanda | 1:01.317 | +0.835 |      |
| 11        | Joseph Truman       | Gran Bretagna | 1:01.429 | +0.947 |      |
| 12        | Nick Yallouris      | Australia     | 1:01.590 | +1.108 |      |
| 13        | Stefan Ritter       | Canada        | 1:01.766 | +1.284 |      |
| 14        | Aleksandr Dubchenko | Russia        | 1:01.897 | +1.415 |      |
| 15        | Santiago Ramírez    | Colombia      | 1:01.933 | +1.451 |      |
| 16        | Theo Bos            | Paesi Bassi   | 1:02.024 | +1.542 |      |
| 17        | Fabián Puerta       | Colombia      | 1:02.056 | +1.574 |      |
| 18        | Marc Jurczyk        | Germania      | 1:02.118 | +1.636 |      |
| 19        | David Sojka         | Rep. Ceca     | 1:02.161 | +1.679 |      |
| 20        | Benjamin Edelin     | Francia       | 1:02.162 | +1.680 |      |
| 21        | José Moreno Sánchez | Spagna        | 1:02.519 | +2.037 |      |
| 22        | Kamil Kuczyński     | Polonia       | 1:02.539 | +2.057 |      |
| 23        | Diego Peña          | Colombia      | 1:03.384 | +2.902 |      |
| 24        | Alejandro Martínez  | Spagna        | 1:03.475 | +2.993 |      |
| 25        | Roberto Serrano     | Messico       | 1:03.759 | +3.277 |      |
| 26        | Leung Ka Yu         | Hong Kong     | 1:04.993 | +4.511 |      |
| 27        | Mika Simola         | Finlandia     | 1:05.446 | +4.964 |      |

### Finale
| Posizione | Nome                | Nazione       | Tempo    | Gap    |
| --------- | ------------------- | ------------- | -------- | ------ |
| 1         | François Pervis     | Francia       | 1:00.714 |        |
| 2         | Tomáš Bábek         | Rep. Ceca     | 1:01.048 | +0.334 |
| 2         | Quentin Lafargue    | Francia       | 1:01.048 | +0.334 |
| 4         | Krzysztof Maksel    | Polonia       | 1:01.143 | +0.429 |
| 5         | Joachim Eilers      | Germania      | 1:01.221 | +0.507 |
| 6         | Dylan Kennett       | Nuova Zelanda | 1:01.324 | +0.610 |
| 7         | Maximilian Dörnbach | Germania      | 1:01.389 | +0.675 |
| 8         | Alexandr Vasyukhno  | Russia        | 1:01.773 | +1.059 |